# Wogułka (osiedle)
Wogułka (ros. Вогулка) – osiedle w Rosji, w obwodzie swierdłowskim, w okręgu miejskim Szali. W 2010 liczyło 1339 mieszkańców.